# Stevie J.
Stevie J. (Steven Jordan) né le 2 novembre 1971 né à Buffalo dans l'État de New York, c'est un producteur de musique et écrivain américain. 

## Biographie

### Carrière
Il était propriétaire du label « Bad Boy Entertainment Hitmen ». Stevie a produit des albums comme Only You de The Notorious B.I.G.. Il a aussi produit 80 % des premiers albums du label. Stevie J. a entièrement produit le second album de The Notorious B.I.G. intitulé Life After Death. Stevie J. a composé des chansons telles que Mo Money Mo Problems, Nasty Boy, Notorious Thugs featuring Bone Thugs, Another, You're Nobody, et Last Day, pour nommer les tubes classiques de Biggie. Il a aussi produit un album de Puff Daddy qui a connu un succès phénoménal : I'll Be Missing You. Stevie a produit aussi d'autres tubes tels que Honey, Breakdown (avec Bone Thugs), Babydoll, I Still Believe de Mariah Carey, et Theme To Mahagony Beyoncé Summertime, Jay-Z. Ride or Die et Lucky Me, Lil Wayne, Deborah Cox, Tamia, Tevin Campbell. Durant sa carrière Stevie a gagné un grammy pour avoir l'album de Puff Daddy and The Family album. Il a gagné son second grammy pour avoir contribué au titre Butterfly de Mariah Carey.
Steven Jordan a fondé sa propre production nommée Danger Zone. Il a aussi créé son propre site : www.steviejmusic.com. Stevie J. participe également à la télé réalité Love and hip hop : Atlanta. 

### Vie privée

#### Vie sentimentale
En 1995, il a un enfant appelé Dorian Henderson-Jordan avec Rhonda Henderson.
En 1995, il a un enfant appelé Sade Jordan avec Felicia Stover.
En 1997, il a un enfant appelé Steven Jordan Jr et en 1998 il a un autre enfant appelé Savannah Jordan avec Carol Antoinette Bennett.
En 2009, il a un enfant appelé Eva Giselle Jordan avec Mimi Faust (en).
Le 28 décembre 2016, il a un enfant appelé Bonnie Bella Hernandez avec Joseline Hernandez (en).
De 2018 à 2021, il est en couple avec la chanteuse Faith Evans ex-copine de The Notorious B.I.G.,.

## Affaires judiciaires
Le 1er février 2017, Jordan a été condamné à trois ans de probation et condamné à payer 1 304 835 $ en dédommagement pour non-paiement de la pension alimentaire pour enfants.

## Discographie

### 1996
- Total : Total, Who Is It Interlude et No One Else Remix tirés de l'album Total
- Soul for Real : Where Do We Go tiré de l'album For Life
- Horace Brown : I Want You Baby tiré de l'album Horace Brown
- 112 : 112 Intro, Pleasure and Pain, Come See Me Remix, Sexy You Interlude, I Can't Believe, Only You Remix, I Will Be There, In Love With You, Why Does, Throw It All Away, Only You tiré de l'album 112
- Faith Evans : I Just Can't de High School High Original Soundtrack
- Mona Lisa : Just Wanna Please You (Stevie J. Version)
- Faith Evans : Soon As I Get Home tiré de l'album Faith
- SWV : You're The One (Bad Boy Remix)
- The Isley Brothers : Floatin' On Your Love (Bad Boy Remix)
- Babyface : This Is For The Lover In You (Puffy Combs Remix)
- Chantay Savage : I Will Survive (Puffy Combs Bad Boy Remix)
- Tevin Campbell : You Don't Have To Worry tiré de l'album Back To The World
- MC Lyte : Cold Rock A Party (Bad Boy Remix)
- New Edition: You Don't Have To Worry (Bad Boy Remix)
- Boyz II Men: Can't Let Her Go tiré de l'album Evolution

### 1997
- Mariah Carey: Breakdown, Honey, Baby Doll tiré de l'album Butterfly
- The Notorious B.I.G. : Life After Death Intro, Somebody Gotta Die, Last Day, Mo Money Mo Problems, Niggas Bleed, Notorious Thugs, Another, Playa Hater, Nasty Boy, My Downfall, You're Nobody (till Somebody Kills You) tiré de l'album Life After Death
- Various Artists : I'll Be Missing You, I'll Be Missing You Instrumentals V Tribute To The Notorious B.I.G.
- Puff Daddy : No Way Out Intro, Victory, Been Around The World, Don't Stop what You're Doing, It's All About The Benjiman's, Is this The End, Friend, I'll Be Missing You, Can't Nobody Hold Ya Down tiré de l'album No Way Out
- Simone Hines : Yeah Yeah Yeah (Stevie J. Remix)
- Tasha Holiday : Just The Way You Like It tiré de l'album Just The Way You Like It
- Ma$e : Love U So tiré de l'album Harlem World
- Jay-Z : Lucky Me tiré de l'album In My Lifetime, vol. 1 (Produced with Buckwild)
- Gina Thompson : The Things You Do - Single (Bad Boy Remix)
- KRS-One : Step Into a World / Rapture's Delight (Bad Boy Remix)
- Puff Daddy and Faith Evans : I'll Be Missing You single
- Sting and The Police : Roxanne '97

### 1998
- 112 : So Much Love Interlude, Crazy Over You, Never Mind tiré de l'album Room 112
- Simply Red : The Air I Breathe tiré de l'album 25
- Deborah Cox : September, Don't You Worry tiré de l'album One Wish
- Jay-Z : Ride or Die tiré de l'album Vol. 2... Hard Knock Life
- Faith Evans : Lately I tiré de l'album Keep The Faith
- Tamia : Falling For You tiré de l'album Tamia
- LL Cool J : Don't Be Late, Don't Come Too Soon tiré de l'album Phenomenon
- Total : If You Want Me, What About Us? (Bad Boy Remix) tiré de l'album Kima, Keisha, and Pam
- The Jacksons : Want You Back Remix tiré de l'album Motown 40 Forever
- R. Kelly : Spendin' Money tiré de l'album R. (Coproducteur, coauteur)
- Brian McKnight : You Should Be Mine (Don't Waste Your Time) tiré de l'album Anytime

### 1999
- Mariah Carey : I Still Believe (Stevie J. Remix) de US CD #2
- Tevin Campbell : Another Way, For Your Love, My Love and Blind, Dandelion, Losing All Control, Siempre Estaras en Mi (Dandelion) tiré de l'album Tevin Campbell
- The Notorious B.I.G. : Would You Die For Me tiré de l'album Born Again
- Mariah Carey : Theme de Mahogany (Do You Know Where You're Going To?) tiré de l'album classé numéro un.

### 2000
- Mariah Carey : Honey, I Still Believe tiré de l'album #1's Import Bonus Tracks

### 2001
- Eve : Let Me Blow Ya Mind, You Had Me You Lost Me, Life Is So Hard tiré de l'album Scorpion
- 112 : I Surrender tiré de l'album Part III
- Mariah Carey : Honey, I Still Believe tiré de l'album Greatest Hits
- Tyrese and Heavy D : Criminal Mind de Blue Streak Original Soundtrack

### 2003
- Mariah Carey : Honey, Breakdown tiré de l'album The Remixes (Japan Bonus CD) and Japan Bonus CD
- Mary J. Blige : Love At First Sight tiré de l'album Love and Life
- 112 : Intro/Medley, It's Going Down Tonight, Hot and Wet, Right Here for You, Knock You Down Interlude, Know You Down, Hot and Wet Remix, Give It To Me tiré de l'album Hot and Wet
- Beyoncé : Summertime (Coproducteur, coauteur)
- Snoop Dogg and Loon : Gangsta Shit du film Bad Boys 2

### 2004
- Carla Thomas : Worth It Out, A Promise tiré de l'album Let's Talk About It
- Eightball and MJG : Shot Off, Trying To Get At You, Baby Girl tiré de l'album Living Legends
- New Edition : Been So Long tiré de l'album One Love

### 2005
- B5 (en) : Dance For You, Let It Be, No More Games
- Black Rob : Y'all Know Who Killed Him tiré de l'album The Black Rob Report
- The Notorious B.I.G. : Nasty Girl tiré de l'album Duets The Final Chapter

### 2006
- The Notorious B.I.G. : Mo Money Mo Problems tiré de l'album DUB Hop Tribute To Notorious B.I.G.

### 2007
- The Notorious B.I.G. : Notorious Thugs de Greatest Hits

### 2008
- Cheri Dennis : Freak tiré de l'album In And Out Of Love

### 2009
- Day26 : Forever In A Day
- Notorious Thugs de Notorious Soundtrack